# 艾琳·麦克唐纳
艾琳·麦克唐纳（英語：Irene MacDonald，1931年11月22日—2002年6月20日），加拿大女子跳水运动员。她曾代表加拿大参加1956年和1960年夏季奥林匹克运动会跳水比赛，其中1956年奥运会获得一枚铜牌。